# McKinley Park
McKinley Park – jednostka osadnicza w Stanach Zjednoczonych, w stanie Alaska, w okręgu Denali.